# Nacho Sánchez
Nacho Sánchez (Ávila, 1992) es un actor de cine, teatro y televisión español.
En su carrera teatral destacan su premio de la Unión de Actores a mejor actor revelación por La piedra oscura y el premio Max al mejor actor por Iván y los perros. Su debut cinematográfico se produjo en 2019 con Diecisiete, que le valió una nominación a los premios Goya.

## Biografía
Nacho Sánchez nació en Ávila en 1992. Dio sus primeros pasos en el escenario en el grupo teatral Criaturas del instituto Isabel de Castilla. En el año 2009 fue galardonado con el Premio Buero Vallejo (2009), en la VI edición de los premios.
Se graduó en la Real Escuela Superior de Arte Dramático y el director Pablo Messiez le ofreció un papel en la obra La piedra oscura, trabajo gracias al cual Sánchez fue galardonado con el premio Unión de Actores al mejor actor revelación. Ha protagonizado diversas obras en el  Teatro Español, incluyendo el monólogo Iván y los perros, por el que se le otorgó el premio Max al mejor actor, por lo que es el ganador más joven de la categoría en la historia del premio. Otra de sus interpretaciones en el Teatro Español fue en la obra inconclusa de Federico García Lorca El sueño de la vida, junto a la actriz Emma Vilarasau.
Sánchez debutó en el cine de la mano de Daniel Sánchez Arévalo, en su película Diecisiete, coprotagonizada junto a Biel Montoro, y en la que representaba a Ismael, hermano mayor de Héctor, personaje de Montoro, con quien se embarca en un viaje de carretera por la costa de Cantabria. Esta actuación le valió una nominación al premio Goya al mejor actor revelación. Su siguiente película fue El arte de volver, de 2020, junto a Macarena García e Ingrid García-Jonsson, dirigida por Pedro Collantes, a la que siguió Un mundo normal, de Achero Mañas. Protagonizó junto a Jorge Perugorría en la serie Doctor Portuondo, estrenada en 2021 en Filmin, interpretando el papel de Carlo Padial, creador de la serie. En el año 2022 en Mantícora, de Carlos Vermut, se metió en la piel de Julián, un diseñador de videojuegos torturado por un oscuro secreto, trabajo por el que fue nominado a su segundo premio Goya, en esta ocasión en la categoría de mejor actor principal. Asimismo, ganó un premio Feroz al mejor actor protagonista por su interpretación en Mantícora.

## Filmografía
| Año  | Título            | Papel        | Notas | Ref.   |
| ---- | ----------------- | ------------ | ----- | ------ |
| 2019 | Diecisiete        | Ismael       |       | [ 22 ] |
| 2020 | El arte de volver | Carlos       |       | [ 14 ] |
| 2021 | Doctor Portuondo  | Carlo Padial |       | [ 18 ] |
| 2022 | Mantícora         | Julián       |       | [ 19 ] |

## Reconocimientos
| Año  | Galardón                     | Categoría                      | Obra              | Resultado | Ref.          |
| ---- | ---------------------------- | ------------------------------ | ----------------- | --------- | ------------- |
| 2009 | VI Premios Buero Vallejo     | Mejor actor                    |                   | Ganador   | [ 5 ]         |
| 2016 | XXV Premio Unión de Actores  | Mejor actor revelación         | La piedra oscura  | Ganador   | [ 23 ]        |
| 2018 | XXI Premios Max              | Mejor actor                    | Iván y los perros | Ganador   | [ 7 ]         |
| 2020 | XXXIV Premios Goya           | Mejor actor revelación         | Diecisiete        | Nominado  | [ 24 ]        |
| 2020 | XXIX Premio Unión de Actores | Mejor actor de reparto         | Diecisiete        | Nominado  | [ 25 ] [ 26 ] |
| 2022 | XXVIII Premios Forqué        | Mejor interpretación masculina | Mantícora         | Nominado  | [ 27 ]        |
| 2023 | X Premios Feroz              | Mejor actor protagonista       | Mantícora         | Ganador   | [ 21 ]        |
| 2023 | XXXVII Premios Goya          | Mejor actor                    | Mantícora         | Nominado  | [ 28 ]        |